# 12月4日
12月4日（じゅうにがつよっか）は、グレゴリオ暦で年始から338日目（閏年では339日目）にあたり、年末まであと27日ある。

## できごと

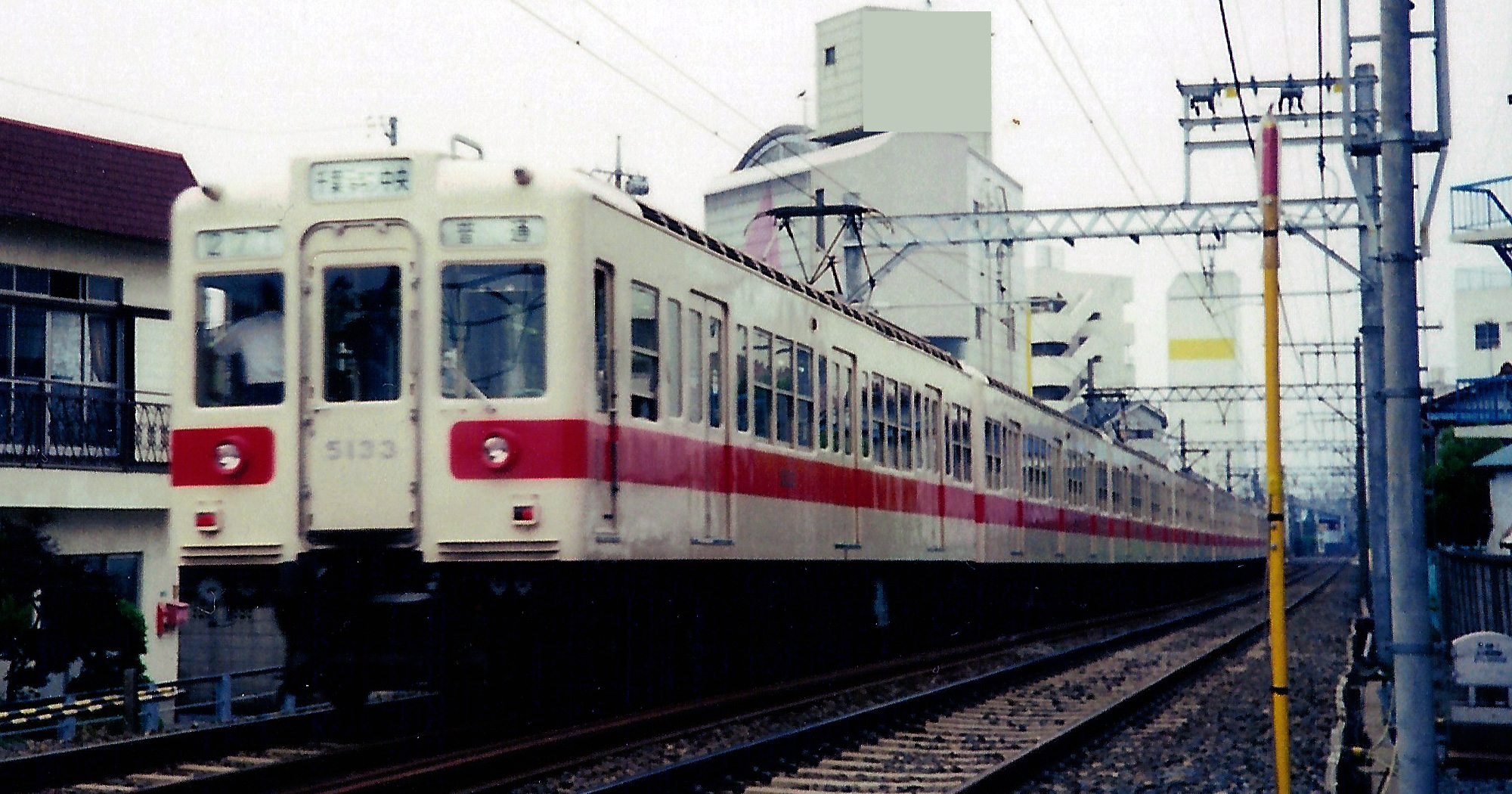
都営地下鉄浅草線開業(1960)日本初のパンタグラフがついた地下鉄。

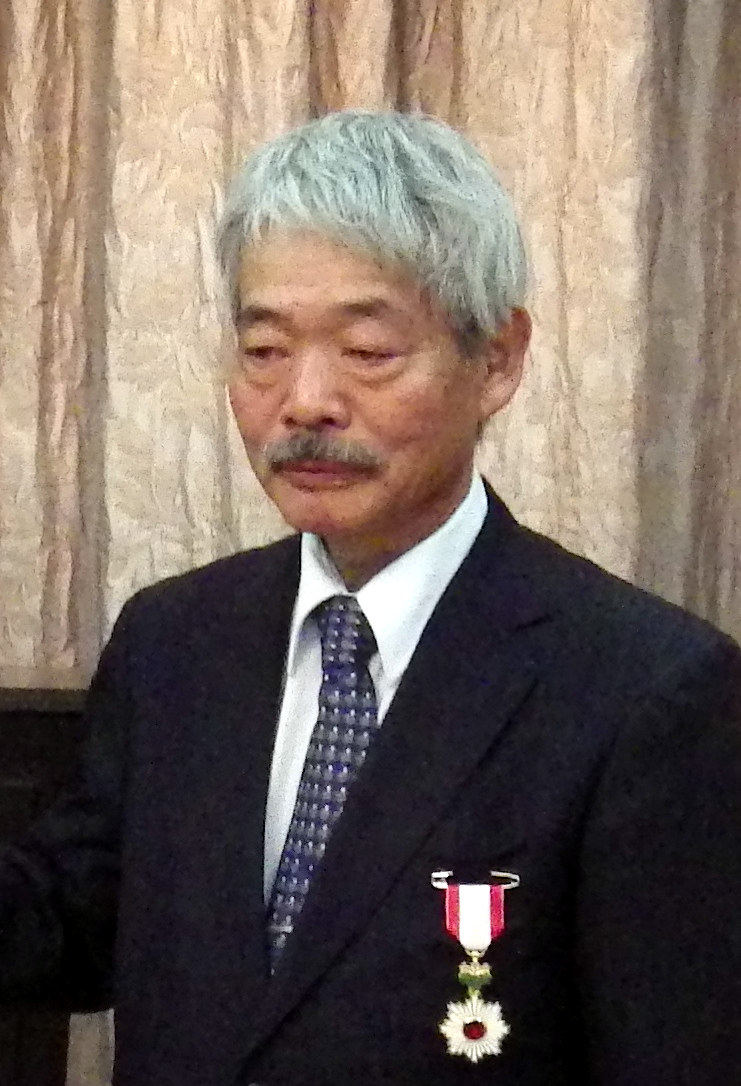
医師中村哲(1946-2019)銃撃される。長年、アフガニスタンの生活環境改善に尽くした。

- 771年 - フランク王カールマンが死亡。共同統治をしていたカール1世がフランク王国の単独の国王となる[1]。
- 794年（延暦13年11月8日） - 平安京が新都となり、同時に山背国が山城国と改められる。
- 1185年（文治元年11月11日） - 後白河法皇が源頼朝に源義経追討の院宣を下す。
- 1259年 - イングランド王ヘンリー3世とフランス王ルイ9世がパリ条約を結ぶ。
- 1563年 - 1545年に開会したトリエント公会議が閉会。
- 1623年（元和9年10月13日） - 江戸の大殉教（英語版）
- 1791年 - 世界初の日曜版新聞『オブザーバー』が創刊。
- 1872年 - 1か月前にニューヨークを出航したメアリー・セレスト号が、ポルトガル沖で無人で漂流しているのが発見される。
- 1884年（光緒10年10月17日） - 甲申政変。
- 1890年 - 北里柴三郎らがジフテリアと破傷風の血清療法を発表。
- 1909年 - 大韓帝国の政治結社一進会が韓日合邦を要求する声明書を発する。
- 1915年 - 東京株式市場が暴騰。第一次大戦景気が始まる。
- 1926年 - 山形県五色温泉で秘密裏に日本共産党第3回大会が開催され、第二次共産党が発足[2]。
- 1934年 - 大雪山国立公園・阿寒国立公園・中部山岳国立公園・阿蘇国立公園（現阿蘇くじゅう国立公園）が国立公園に指定。
- 1947年 - 帝国図書館が国立図書館に、帝国学士院が日本学士院に改称[3]。
- 1959年 - 新潟日赤センター爆破未遂事件。
- 1960年 - 都営地下鉄1号線（現在の都営地下鉄浅草線）押上駅 - 浅草橋駅間が開業し、京成電鉄と相互乗入れ開始。
- 1965年 - 1965年ニューヨーク空中衝突事故。
- 1965年 - アメリカの有人宇宙船「ジェミニ7号」が打ち上げ。
- 1965年 - 日本科学者会議結成。
- 1969年 - 米軍は沖縄人米軍基地労働者の大量解雇発表[4]。
- 1971年 - スイス・モントルーのモントルー・カジノで行われたフランク・ザッパのコンサートで、観客が撃った照明弾により火災が発生。ディープ・パープルの楽曲「スモーク・オン・ザ・ウォーター」の題材となる。
- 1972年 - スティーブン・ステイナー誘拐事件。
- 1975年 - スリナムが国連に加盟。
- 1977年 - 中央アフリカ共和国終身大統領ジャン＝ベデル・ボカサが戴冠式（英語版）を行い中央アフリカ帝国皇帝ボカサ1世として即位。
- 1977年 - マレーシア航空システム653便ハイジャック墜落事件が発生。乗員・乗客100人全員が死亡[5]。
- 1982年 - 中華人民共和国の第五期全国人民代表大会で現行の中華人民共和国憲法が採択。
- 1982年 - 映画『E.T.』が日本で公開。1997年（平成9年）公開の『もののけ姫』に抜かれるまで、邦画と洋画の配給収入、歴代1位を記録。
- 1983年 - テレビユー福島 (TUF) 開局。
- 1986年 - 「鉄道事業法」及び「日本国有鉄道改革法」公布。
- 1987年 - 最後の旧日本軍出身者である森繁弘統幕議長の退職を閣議諒解。
- 1988年 - 国際宇宙ステーション（ISS）を構成する2つ目のモジュール「ユニティ」を搭載したスペースシャトル・エンデバー（STS-88ミッション）が打ち上げ。
- 1988年 - JR西日本湖西線堅田駅 - 和邇駅間に小野駅が開業。
- 1988年 - 家庭用ゲーム機としては世界初となるCD-ROM媒体を採用した『CD-ROM2』がNECホームエレクトロニクスにより発売される。
- 1991年 - パンアメリカン航空が倒産し、運航停止。
- 1994年 - WBC世界バンタム級王者薬師寺保栄と、WBC世界バンタム級暫定王者辰吉丈一郎の間で、日本人同士による初の統一王座決定戦が行われ、2－0の判定で薬師寺が勝利した。
- 1999年 - JR東日本奥羽本線山形駅 - 新庄駅間が標準軌化。同区間で山形新幹線が開業。
- 2000年 - 歌舞伎町ビデオ店爆破事件。
- 2009年 - 京都朝鮮学校公園占用抗議事件。
- 2010年 - 東北新幹線・八戸駅 - 新青森駅が開業し、全線開通。あわせて、東北本線の一部を青い森鉄道に移管。
- 2011年 - 2011年ロシア下院選挙: ロシア連邦議会下院選挙の投開票の結果、与党統一ロシアが大きく議席を減らす[6]。
- 2013年 - 交通政策基本法が施行[7]。
- 2013年 - ウェブサイト「Have I Been Pwned?」が開設される。
- 2019年 - アフガニスタンで長年人道支援に取り組んできたNGO「ペシャワール会」の代表、中村哲医師ら6名が銃撃され死亡。
- 2024年 - 国民民主党の玉木雄一郎代表が不倫問題に対して3ヶ月の役職停止の処分を受ける。
- 2024年 - ユネスコ世界無形文化遺産が発表される。日本の伝統的酒造りが選出される。
- 2024年 - アメリカの医療保険会社のブライアン・トンプソンCEOがニューヨークで射殺される。

## 誕生日

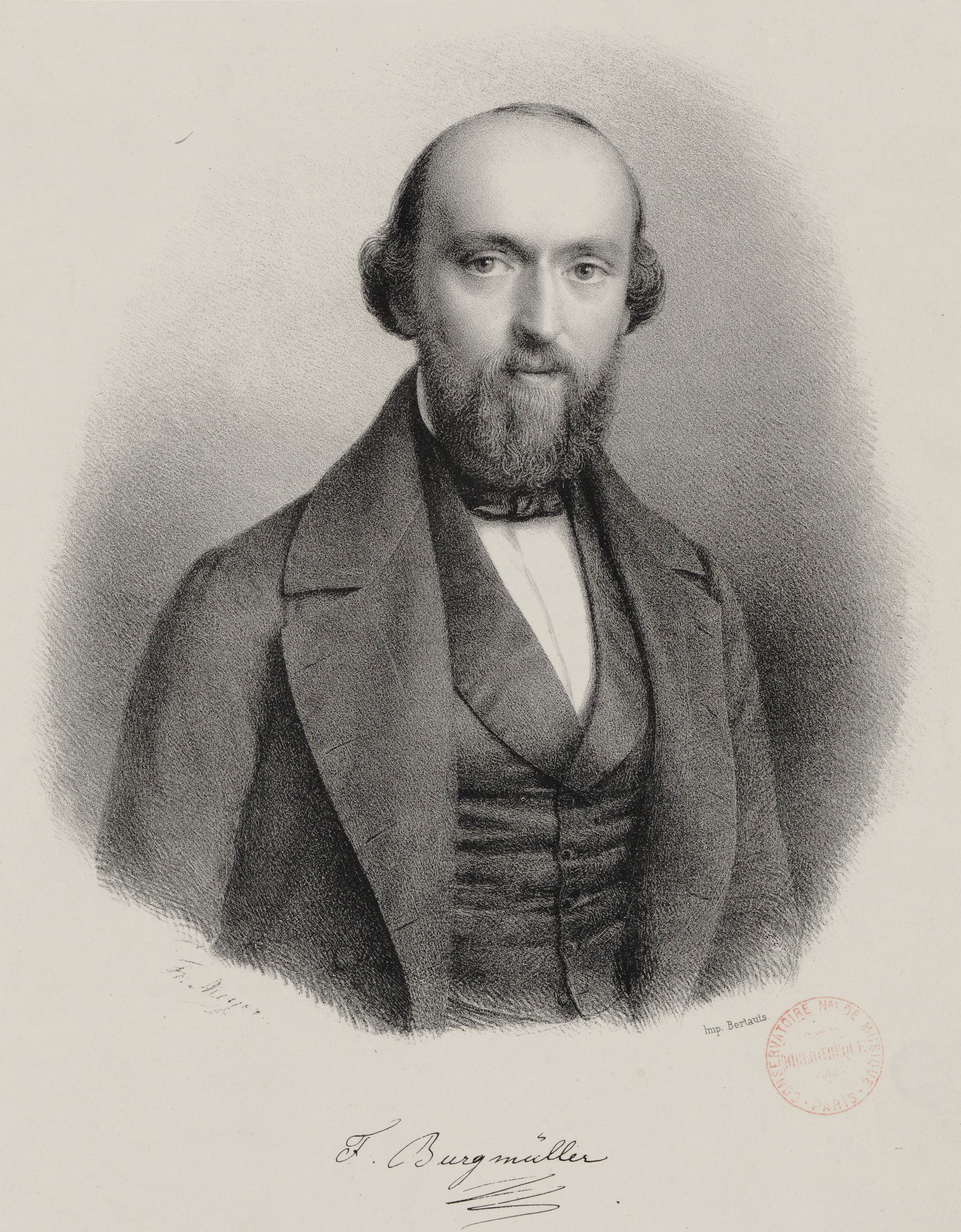
作曲家、ピアニストヨハン・ブルグミュラー(1806-1874)誕生。

- 1580年 （天正8年10月28日）- 鍋島勝茂、初代佐賀藩主 （+ 1657年）
- 1660年 - アンドレ・カンプラ、作曲家（+ 1744年）
- 1750年 （寛延3年11月6日）- 毛利就馴、第8代徳山藩主 （+ 1828年）
- 1775年 （安永4年11月12日）- 松平頼儀、第8代高松藩主 （+ 1829年）
- 1795年 - トーマス・カーライル、歴史家（+ 1881年）
- 1806年 - ヨハン・ブルグミュラー、作曲家、ピアニスト（+ 1874年）
- 1854年（嘉永7年10月15日） - 滝沢菊太郎、教育者（+ 1933年）
- 1858年 （安政5年10月29日）- 酒井忠美、第9代安房勝山藩主 （+ 1923年）
- 1862年 - コンスタン・モンタルド、美術家（+ 1944年）
- 1868年 - エドワード・ガントレット、言語学者（+ 1956年）
- 1868年 - ジェシー・バーケット、元プロ野球選手（+ 1953年）
- 1875年 - ライナー・マリア・リルケ、詩人（+ 1926年）
- 1882年 - 宮原清、実業家、日本社会人野球協会初代会長（+ 1963年）
- 1892年 - フランシスコ・フランコ、軍人、政治家（+ 1975年）
- 1899年 - 松井千枝子、女優（+ 1929年）
- 1903年 - 吉田信三、映画監督（+1972年）
- 1904年 - 上田仁、指揮者、ファゴット奏者（+ 1966年）
- 1905年 - 図司安正、政治家（+ 1990年）
- 1908年 - アルフレッド・ハーシー、生物学者（+ 1997年）
- 1909年 - 原島宏治、政治家（+ 1964年）
- 1912年 - 佐伯幸三、映画監督、脚本家（+ 1972年）
- 1913年 - 今村泰二、動物学者（+ 2004年）
- 1921年 - うしおそうじ、漫画家、演出家（+ 2004年）
- 1921年 - ディアナ・ダービン、女優（+ 2013年）
- 1922年 - ジェラール・フィリップ、俳優（+ 1959年）
- 1925年 - 寺岡真三、作曲家、編曲家（+ 2007年）
- 1926年 - 吉田之久、政治家（+ 2003年）
- 1927年 - ウィリアム・ラボフ、言語学者（+ 2024年）
- 1928年 - 鈴木礼治、官僚、政治家、元愛知県知事（+ 2022年）
- 1928年 - 伊藤正男、医学者、東京大学名誉教授（+ 2018年）
- 1930年 - ジム・ホール、ジャズギタリスト（+ 2013年）
- 1930年 - ジャクリーヌ・デュ・ビエフ、フィギュアスケート選手
- 1930年 - パウル＝ハインツ・ディートリヒ、作曲家（+ 2020年）
- 1932年 - マック・クリハラ、格闘技指導者（+ 2023年）
- 1933年 - 鈴木伸一、アニメーション作家、漫画家
- 1933年 - 河津憲一、元プロ野球選手
- 1933年 - 芦屋小雁、俳優（+ 2025年）
- 1933年 - 野田宣雄、政治学者、歴史学者（+ 2020年）
- 1933年 - ホルスト・ブッフホルツ、俳優（+ 2003年）
- 1936年 - 山本道子、作家
- 1939年 - 遠井吾郎、元プロ野球選手（+ 2005年）
- 1939年 - 中島博征、元プロ野球選手
- 1940年 - 中村和雄、バスケットボール指導者
- 1940年 - 新克利、元俳優
- 1940年 - 久間章生、元政治家
- 1940年 - 二瓶正也、俳優（+ 2021年）
- 1941年 - 花巻五郎、俳優
- 1941年 - 知念正真、劇作家、演出家（+ 2013年）
- 1942年 - 阿部正樹、実業家
- 1942年 - 阿部雄厚、元プロ野球選手
- 1943年 - 柴田勝久、レフェリー（ドラディション、元新日本プロレス）、元プロレスラー（+ 2010年）
- 1944年 - 高橋晃、工学者、実業家、元テルモ社長（+ 2013年）
- 1944年 - 青柳裕介、漫画家（+ 2001年）
- 1944年 - 芦原英幸、空手家（+ 1995年）
- 1944年 - デニス・ウィルソン、ミュージシャン（ザ・ビーチ・ボーイズ）（+ 1983年）
- 1945年 - ロベルタ・ボンダー、神経学者、宇宙飛行士
- 1946年 - 井上瑤、声優（+ 2003年）
- 1947年 - 安田好弘、弁護士
- 1948年 - 高橋豊、実業家、アニメイト創業者
- 1948年 - 河合純二、実業家、馬主、元リベレステ社長
- 1948年 - 川又千秋、SF作家
- 1948年 - レオン佐久間、イラストレーター
- 1949年 - 岩城光英、政治家
- 1949年 - ジェフ・ブリッジス、俳優
- 1951年 - 立石涼子、女優、声優（+ 2020年）
- 1952年 - レオン・リー、元プロ野球選手、監督
- 1952年 - 東村新一、政治家、元福井県福井市長
- 1953年 - 三浦浩一、俳優
- 1953年 - 大江康弘、政治家、元和歌山県白浜町長
- 1953年 - 菅田順和、元競輪選手
- 1953年 - ジャン＝マリー・プファフ、元サッカー選手
- 1954年 - 奥山和由、映画監督
- 1954年 - 神田香織、講談師
- 1954年 - 林浩平、詩人、文芸評論家、日本文学研究者
- 1955年 - 滝田洋二郎、映画監督
- 1955年 - 花堂純次、映画監督
- 1956年 - 町村敬志、社会学者
- 1957年 - 堀米ゆず子、ヴァイオリニスト
- 1959年 - 立川真司、タレント
- 1959年 - 大川和宏、科学者
- 1959年 - 曽我貴也、海事実業家、日本郵船社長
- 1960年 - 野間美由紀、漫画家 （+ 2020年）
- 1961年 - 森みゆき、歌手、タレント
- 1961年 - 茶風林、声優
- 1961年 - 茅場孝史、元プロ野球選手
- 1962年 - 森下能幸、俳優
- 1962年 - 大谷信盛、政治家
- 1962年 - 松本淳、ドラマー（UGUISS）
- 1963年 - セルゲイ・ブブカ、元棒高跳選手
- 1963年 - バーナード・ブリトー、元プロ野球選手
- 1963年 - ヨゼフ・サボフチク、フィギュアスケート選手
- 1964年 - 静太郎、歌手
- 1964年 - 高田雅博、CMディレクター、映画監督
- 1964年 - 藤本正樹、惑星科学者
- 1964年 - 加藤哲郎、元プロ野球選手
- 1964年 - 和田孝典、元サッカー選手
- 1964年 - マリサ・トメイ、女優
- 1964年 - セルタブ・エレネル、歌手
- 1964年 - ロス・チーバー、レーシングドライバー
- 1965年 - 近江谷太朗、俳優
- 1965年 - 高橋玄、映画監督
- 1965年 - 塚本壮一、ジャーナリスト、NHKソウル支局長
- 1965年 - 与田剛、元プロ野球選手、監督
- 1965年 - アレックス・デ・ラ・イグレシア、映画監督、脚本家
- 1966年 - 斎田晴子、女流将棋棋士
- 1966年 - 永井真理子、歌手
- 1968年 - 舘恭子、報道記者、元アナウンサー
- 1968年 - 西方仁也、元スキージャンプ選手
- 1969年 - 浅香唯、タレント
- 1969年 - 岸滋彦、元騎手、調教助手
- 1969年 - ダイナマイト・関西、元プロレスラー
- 1969年 - ジェイ・Z、ヒップホップMC
- 1970年 - 中川剛、お笑いタレント（中川家）
- 1971年 - クリスティアン・ヴォーリン、ミュージシャン、グラフィックデザイナー
- 1971年 - 牧野アンナ、振付師、元歌手
- 1972年 - 星河舞、声優
- 1972年 - 宮村優子、声優
- 1972年 - 吉野貴宏、声優
- 1972年 - 鏡味正二郎、太神楽曲芸師
- 1973年 - 田村淳、お笑いタレント（ロンドンブーツ1号2号）
- 1973年 - タイラ・バンクス、モデル、女優
- 1974年 - 井口資仁、元プロ野球選手、監督
- 1974年 - アンケ・フーバー、テニス選手
- 1975年 - エド・ヤーナル、元プロ野球選手
- 1976年 - 日向秀和、ベーシスト
- 1976年 - 梅村礼、卓球選手
- 1976年 - 愛敬尚史、元プロ野球選手
- 1976年 - 草野大輔、元プロ野球選手
- 1976年 - 出羽乃富士智章、元大相撲力士
- 1976年 - ルー・ミンジュン、女優
- 1977年 - 三遊亭はらしょう、落語家、作家、俳優
- 1977年 - 野田浩輔、元プロ野球選手
- 1978年 - 湯原麻利絵、タレント
- 1978年 - 西歩見、ファッションモデル、料理研究家
- 1978年 - 髙橋和廣、パラアイスホッケー選手
- 1978年 - 麻由、元タレント
- 1978年 - 米本聡、元バスケットボール選手
- 1978年 - イーグル・デーン・ジュンラパン、元プロボクサー
- 1979年 - 米津美和、元サッカー選手、指導者
- 1980年 - 森貴美子、モデル
- 1980年 - 橋本望、モデル
- 1980年 - 鈴木雅、ボディビルダー
- 1981年 - 鬼頭里枝、アナウンサー
- 1981年 - 高宮和也、元プロ野球選手
- 1981年 - 金子洋平、元プロ野球選手
- 1981年 - 岩丸史也、元サッカー選手
- 1981年 - ジェローム・ウィリアムズ、元プロ野球選手
- 1982年 - 品村渉、俳優、声優
- 1983年 - ロマン・ザレツキー、フィギュアスケート選手
- 1984年 - 岸孝之、プロ野球選手
- 1984年 - 前田有香、バスケットボール選手
- 1984年 - 湯元健一、レスリング選手
- 1984年 - 根岸麻衣、モデル
- 1984年 - 花園うらら、グラビアアイドル
- 1985年 - ギャル曽根、タレント
- 1985年 - 和希優美、タレント
- 1985年 - 大久保悠、アナウンサー
- 1985年 - 室照美、アナウンサー
- 1985年 - カルロス・ゴメス、元プロ野球選手
- 1986年 - 菅緑、タレント
- 1986年 - 矢野未希子、ファッションモデル
- 1986年 - 渡辺広大、サッカー選手
- 1986年 - 知華、元ファッションモデル
- 1986年 - 西村憲、元プロ野球選手
- 1987年 - 庄野﨑謙、俳優
- 1987年 - 荒川美穂、声優
- 1987年 - 柴本翔、漫画家
- 1987年 - 平井将生、サッカー選手
- 1987年 - 川端正樹、ラグビー選手
- 1987年 - 木下優樹菜、元ファッションモデル、元タレント
- 1988年 - azusa、シンガーソングライター
- 1988年 - 渡部優衣、声優
- 1989年 - 三宅貴大、声優
- 1989年 - 植村侑史、お笑いタレント（元祖いちごちゃん）
- 1989年 - 高橋ヒロム[8]、プロレスラー
- 1989年 - 後藤駿弥、ラグビー選手
- 1990年 - 谷侑加子、タレント
- 1990年 - 柳あみ、タレント
- 1990年 - 中根亜衣、アイドル（元NICE GIRL プロジェクト!）
- 1990年 - 乾友紀子、アーティスティックスイミング選手
- 1990年 - 春山友紀、柔道選手
- 1990年 - 古本武尊、元プロ野球選手
- 1990年 - ヴァレリア・シマコワ、フィギュアスケート選手
- 1990年 - ルクマン・ハルナ、サッカー選手
- 1991年 - 柴田紗希、モデル
- 1992年 - 高橋茉奈、アナウンサー
- 1992年 - 高橋健太、バスケットボール選手
- 1992年 - 五十畑颯斗、元俳優
- 1992年 - JIN、歌手、アイドル（BTS）
- 1992年 - イワム、俳優
- 1992年 - ジョー・マスグローブ、プロ野球選手
- 1992年 - ラウル・アルカンタラ、プロ野球選手
- 1994年 - 高橋伊久磨、ミュージカル俳優
- 1994年 - 秋葉美希、女優
- 1996年 - ディオゴ・ジョッタ、サッカー選手（+ 2025年）
- 1996年 - 広田亮平、俳優
- 1998年 - 後藤拓磨、ダンサー（THE RAMPAGE from EXILE TRIBE）
- 1998年 - 元山飛優、プロ野球選手
- 2000年 - 太田瑛美、競輪選手
- 2001年 - 大槻理子、グラビアアイドル（元PiiiiiiiN、元衛星とカラテア）、女優（劇団4ドル50セント）
- 2002年 - 東海林クレア、ファッションモデル
- 2002年 - 莉子、ファッションモデル
- 2002年 - 植田和磨、ラグビー選手
- 2002年 - 平林清澄、陸上競技選手
- 2002年 - 響蓮、AV女優
- 2003年 - 柴野夕葵、アイドル（元NGT48）
- 2003年 - ミョン・ジェヒョン、アイドル（BOYNEXTDOOR）
- 2003年 - ジャクソン・ホリデイ、プロ野球選手
- 2003年 - 愛川陽菜、サッカー選手
- 2004年 - 飯田栞月、アイドル（ME:I）
- 2004年 - 南川遥香、アイドル（元NGT48）
- 2006年 - 森華音[9]、タレント
- 生年不詳 - 小椋美安加、声優
- 生年不詳 - 根津貴行、声優
- 生年不詳 - 皆森水希、声優
- 生年不詳 - 宮下早紀、声優
- 生年不詳 - 中村祐子、声優
- 生年不詳 - 呉由姫、漫画家
- 生年不詳 - 優月うめ、漫画家
- 生年不詳 - 加藤佳代[10]、ナレーター
- 生年不詳 - 高橋理恵、元アナウンサー

## 忌日

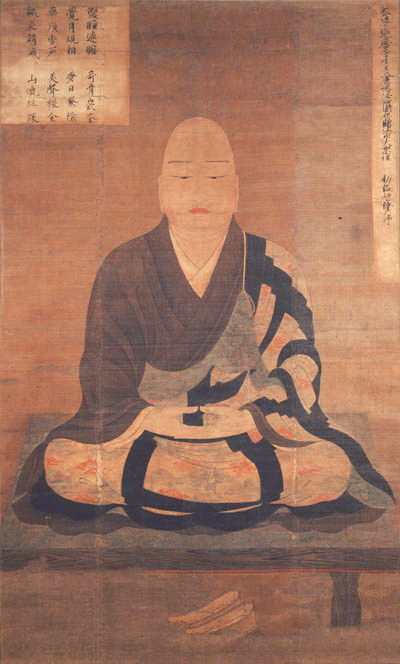
天台寺門宗（寺門派）宗祖円珍(814-891)遷化。

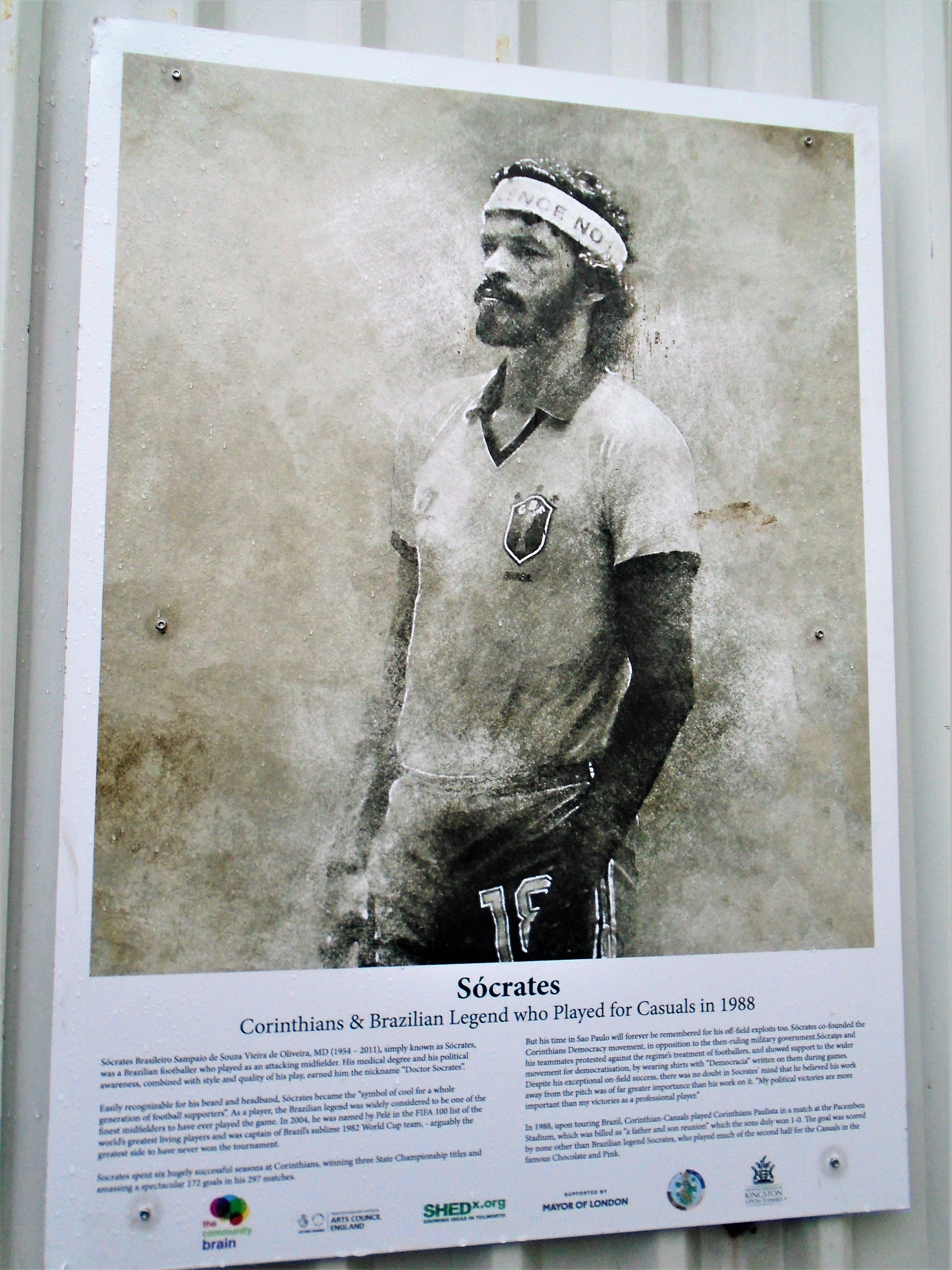
サッカー選手ソクラテス(1954-2011)没。

- 771年 - カールマン、フランク王国国王（* 751年）
- 891年（寛平3年10月29日）- 円珍、天台宗の僧（* 814年）
- 1111年（天永2年11月2日）- 永観、三論宗の僧（* 1033年）
- 1131年 - ウマル・ハイヤーム、学者、詩人（* 1048年）
- 1214年 - ウィリアム1世、スコットランド王（* 1143年）
- 1270年 - テオバルド2世、ナバラ王、シャンパーニュ伯（* 1238年頃）
- 1334年 - ヨハネス22世、第196代ローマ教皇（* 1244年?）
- 1371年 - シメオン・ウロシュ・パレオロゴス、セサリア皇帝、イピロス専制公（* 生年不詳）
- 1566年（永禄9年10月23日）- 牧野成定、戦国時代の武将（* 1525年）
- 1574年 - ゲオルグ・レティクス、天文学者、数学者（* 1514年）
- 1615年（元和元年10月14日）- 片倉景綱、武将（* 1557年）
- 1642年 - リシュリュー、カトリック教会枢機卿、政治家、フランス国王ルイ13世の宰相（* 1585年）
- 1653年（承応2年10月15日）- 鈴木重成、天草代官（* 1588年）
- 1679年 - トマス・ホッブズ、政治哲学者（* 1588年）
- 1696年（元禄9年11月10日）- 明正天皇、第109代天皇（* 1624年）
- 1753年 - リチャード・ボイル、貴族、政治家、建築家（* 1694年）
- 1798年 - ルイージ・ガルヴァーニ、医学者、物理学者（* 1737年）
- 1815年（文化12年11月4日）- 根岸鎮衛、旗本、第26代南町奉行（* 1737年）
- 1828年 - 第2代リヴァプール伯爵ロバート・バンクス・ジェンキンソン、イギリス首相（* 1770年）
- 1836年 - リチャード・ウェストール、画家（* 1765年）
- 1848年 - ヨゼフ・モール（英語版）、司祭、作詞家（* 1792年）
- 1850年 - ウィリアム・スタージャン、物理学者（* 1783年）
- 1866年（慶応2年10月28日）- 水野忠誠、江戸幕府の老中・第7代沼津藩主（* 1834年）
- 1867年 - ソフィー・リュード、画家（* 1797年）
- 1884年 - アリス・メアリ・スミス、作曲家（* 1839年）
- 1892年 - 大場久八、博徒（* 1814年）
- 1893年 - ジョン・ティンダル、物理学者、登山家（* 1820年）
- 1902年 - チャールズ・ダウ、ジャーナリスト、経済アナリスト（* 1851年）
- 1904年 - クリスティアーノ・バンティ、画家（* 1824年）
- 1917年 - 杉亨二、統計学者、官僚、啓蒙思想家（* 1828年）
- 1918年 - カール・ブッセ、詩人、作家（* 1872年）
- 1926年 - イヴァナ・コビルツァ、画家（* 1861年）
- 1928年 - 磯部保次、実業家、千代田瓦斯（東京ガス前身）創業者、政友会衆議院議員（* 1868年）
- 1935年 - シャルル・ロベール・リシェ、生理学者（* 1850年）
- 1935年 - ヨハン・ハルヴォルセン、作曲家、指揮者（* 1864年）
- 1937年 - 真鶴秀五郎、大相撲力士、元小結（* 1902年）
- 1938年 - 玉錦三右エ門、大相撲第32代横綱（* 1903年）
- 1942年 - 中島敦、作家（* 1909年）
- 1944年 - 永井柳太郎、元拓務大臣、逓信大臣、鉄道大臣（* 1881年）
- 1944年 - ロジャー・ブレスナハン、プロ野球選手（* 1879年）
- 1944年 - 飯塚勝一、野球選手（* 生年不詳）
- 1945年 - トーマス・ハント・モーガン、生物学者（* 1866年）
- 1948年 - フランク・ベンフォード（英語版）、電気技術者、物理学者、ベンフォードの法則提唱者（* 1883年）
- 1952年 - カレン・ホーナイ、医師、精神分析家（* 1885年）
- 1953年 - ダニエル・グレゴリー・メイソン、作曲家（* 1873年）
- 1953年 - 田代菊之助、元陸上競技選手（* 1896年）
- 1957年 - 愛新覚羅慧生、清朝最後の皇帝溥儀の姪（* 1938年）
- 1961年 - 津田左右吉、歴史学者（* 1873年）
- 1967年 - 渡辺釟吉、政治家、医師、愛知県挙母市（現豊田市）初代市長（* 1879年）
- 1967年 - ダニエル・ジョーンズ、音声学者（* 1881年）
- 1967年 - バート・ラー、俳優、コメディアン（* 1895年）
- 1967年 - 笠信太郎、ジャーナリスト（* 1900年）
- 1970年 - 飯塚浩二、地理学者（* 1906年）
- 1971年 - 重宗和伸、映画監督、映画プロデューサー（* 1896年）
- 1971年 - 鈴木俊隆、曹洞宗僧侶（* 1905年）
- 1973年 - 岡敬純、海軍軍人（* 1890年）
- 1973年 - 平井太郎、政治家、第10-11代郵政大臣（* 1905年）
- 1973年 - ラウリ・レーティネン、陸上競技選手、1932年ロサンゼルス五輪金メダリスト（* 1908年）
- 1974年 - 服部伸、講談師（* 1880年）
- 1975年 - ハンナ・アーレント、政治哲学者、政治思想家（* 1906年）
- 1976年 - ベンジャミン・ブリテン、作曲家（* 1913年）
- 1976年 - トミー・ボーリン、ミュージシャン（元ディープ・パープル）（* 1951年）
- 1978年 - サミュエル・ゴーズミット、物理学者（* 1902年）
- 1979年 - ヴァルター・ミュラー、物理学者、発明家（* 1905年）
- 1980年 - スタニスラワ・ワラシェビッチ、陸上競技選手、1932年ロサンゼルス五輪金メダリスト（* 1911年）
- 1982年 - 野口五郎、実業家、タカラブネ（現不二家神戸）創業者（* 1923年）
- 1987年 - ルーベン・マムーリアン、映画監督（* 1897年）
- 1987年 - クルト・ヴェス、元NHK交響楽団常任指揮者（* 1914年）
- 1987年 - アーノルド・ローベル、絵本作家（* 1933年）
- 1989年 - 飯島藤十郎、実業家、山崎製パン創業者（* 1910年）
- 1990年 - 田島直人、陸上競技選手、ベルリンオリンピック金メダリスト（* 1912年）
- 1990年 - 矢田喜美雄、元陸上競技選手、ジャーナリスト（* 1913年）
- 1990年 - 浅田孝、都市計画家、建築家（* 1921年）
- 1991年 - 日野原節三、実業家、元昭和電工社長（* 1903年）
- 1991年 - 大束元、写真家（* 1912年）
- 1992年 - 小阪三郎、プロ野球選手（* 1915年）
- 1993年 - 島茂雄、トランジスタ技術者（* 1906年）
- 1993年 - フランク・ザッパ、ミュージシャン（* 1940年）
- 1994年 - 荻村伊智朗、卓球選手、指導者（* 1932年）
- 1999年 - 大翔鳳昌巳、元大相撲小結（* 1967年）
- 2004年 - 本田靖春、ジャーナリスト、ノンフィクション作家（* 1933年）
- 2005年 - 原ひさ子、女優（* 1909年）
- 2005年 - グレッグ・ホフマン、映画プロデューサー（* 1963年）
- 2007年 - 今中寛司、思想学者、同志社大学名誉教授（* 1913年）
- 2008年 - ヴォルフ・フォン・エンゲルハート、地質学者、鉱物学者（* 1910年）
- 2008年 - 寺島幹夫、俳優、声優（* 1931年）
- 2009年 - フォレスト・J・アッカーマン、編集者、版権代理人、作家（* 1916年）
- 2009年 - スティーヴン・トゥールミン、科学哲学者（* 1922年）
- 2009年 - 石田名香雄、医学者（* 1923年）
- 2009年 - ヴャチェスラフ・チーホノフ、俳優（* 1928年）
- 2009年 - 川島忠一、政治家（* 1946年）
- 2009年 - エディ・ファトゥ、プロレスラー（* 1973年）
- 2010年 - 槙枝元文、教育者、労働運動家、元日本教職員組合委員長（* 1921年)
- 2010年 - 茂山千之丞、狂言師（* 1923年)
- 2010年 - キング・イヤウケア、プロレスラー（* 1937年)
- 2011年 - ヒューバート・サムリン、ブルース・ミュージシャン、ギタリスト（* 1931年）
- 2011年 - 栗川仁、政治家、元栃木県黒磯市長、元那須塩原市長（* 1944年）
- 2011年 - ソクラテス、サッカー選手（* 1954年）
- 2012年 - ベシー・クーパー、スーパーセンテナリアン（* 1896年）
- 2012年 - ヘリット・ファン・ダイク、画家、映画監督、アニメーター（* 1938年）
- 2012年 - ジョナサン・ハーヴェイ、作曲家（* 1939年）
- 2012年 - ミゲル・カレロ、サッカー選手（* 1971年）
- 2013年 - マクドナルド・ベイリー、陸上競技選手（* 1920年）
- 2013年 - 樋口茂子、小説家、随筆家、評論家（* 1928年）
- 2014年 - 蒲池猛夫、射撃選手（* 1936年）
- 2014年 - 原一平、ものまねタレント（* 1938年）
- 2015年 - 田村三郎、農芸化学者（* 1917年）
- 2015年 - ロバート・ロッジア、俳優（* 1930年）
- 2015年 - エリック・デ・フラーミンク、自転車競技選手（* 1945年）
- 2015年 - 杉本章子、小説家（* 1953年）
- 2015年 - 櫻井孝昌、ポップカルチャー研究家、メディアプロデューサー（* 1965年）
- 2016年 - 荒川博、元プロ野球選手（* 1930年）
- 2016年 - マーガレット・ホイットン、女優（* 1949年）
- 2017年 - ジェイク・コンセプション、サクソフォーン奏者（* 1936年）
- 2017年 - クリスティーン・キーラー、ヌードモデル、売春婦（* 1942年）
- 2017年 - アリー・アブドッラー・サーレハ、政治家、初代イエメン大統領（* 1947年）
- 2017年 - マヌエル・マリン、政治家、元欧州委員会委員長代行（* 1949年）
- 2018年 - 大越幸夫、実業家、元TBS常務（* 1928年）
- 2018年 - ニカ・ルルア、政治家、元ジョーイア文化・遺跡保護大臣（* 1968年）
- 2018年 - 木原征治、フィールドホッケー選手、指導者（* 1941年）
- 2019年 - 速水融、経済学者、国際日本文化研究センター名誉教授、慶應義塾大学名誉教授、麗澤大学名誉教授（* 1929年）
- 2019年 - 吉村睦人、歌人（* 1930年）
- 2019年 - ロサ・モレナ、フラメンコ歌手（* 1941年）
- 2019年 - 中村哲、医師（* 1946年）
- 2019年 - 中島淳彦、脚本家（* 1961年）
- 2019年 - 山内“masshoi”優、ドラマー（* 1982年）
- 2020年 - ナリンダー・シン・カパニー、物理学者（* 1926年）
- 2020年 - 谷田絹子、バレーボール選手、1964年東京五輪金メダリスト（* 1939年）
- 2020年 - 佐々木力、科学史学者（* 1947年）
- 2020年 - ソヘイラ・スィッディーキー、軍人、政治家（* 1949年）
- 2020年 - アレクサンドル・ニコラエヴィチ・ミハイロフ、政治家、第3代ロシアクルスク州知事（* 1951年）
- 2020年 - 佐久田脩、俳優、声優（* 1958年）
- 2021年 - ピエール・ラビ、農業従事者、随筆家、小説家、詩人、ハチドリ運動創設者（* 1938年）
- 2021年 - マーサ・デ・ラウレンティス、映画プロデューサー（* 1954年）
- 2022年 - マゴメダリ・マゴメードフ、政治家、初代ダゲスタン共和国首長（* 1930年）
- 2022年 - ドミニク・ラピエール、ジャーナリスト、ノンフィクション作家（* 1931年）
- 2022年 - ボブ・マグラス、歌手、俳優（* 1932年）
- 2022年 - パトリック・タンベイ、元レーシングドライバー（* 1949年）
- 2022年 - マニュエル・ゲッチング、ミュージシャン（元アシュ・ラ・テンペル）（* 1952年）
- 2023年 - フアニータ・カストロ、政治活動家（* 1933年）
- 2023年 - 松枝到、文化史家、美術史家、和光大学名誉教授（* 1953年）
- 2024年 - 菊間崇祠、元高等学校教員、バレーボール指導者（* 1934年）
- 2024年 - ビルギッタ王女、スウェーデン王女（* 1937年）
- 2024年 - 瓊瑤、小説家（* 1938年）
- 2024年 - 太田誠一、政治家、経済学者、第47代農林水産大臣、第22代総務庁長官（* 1945年）
- 2024年 - 丸山ひでみ、女優（* 1958年）

## 記念日・年中行事
- 海軍記念日（ インド）
1971年のこの日、第三次印パ戦争でインド海軍がカラチを爆撃したことを記念。
- 海軍記念日（ イタリア）
- 血清療法の日
1890年12月4日、エミール・ベーリングと北里柴三郎が血清療法開発につながる破傷風とジフテリアの抗体を発見したことから。
- 聖バルバラの日
- 憲法の日（ 中国）- 中国語詳細
1982年12月4日、第5期全国人民代表大会で現中華人民共和国憲法が成立（改正）。
- E.T.の日
1982年12月4日、映画「E.T.」が日本で公開されたことに由来。
- クッキー記念日（NationalCookieDay）（ アメリカ合衆国）[11]